# Marsilea drummondii
Marsilea drummondii là một loài dương xỉ trong họ Marsileaceae. Loài này được A. Braun mô tả khoa học đầu tiên năm 1853.

## Hình ảnh

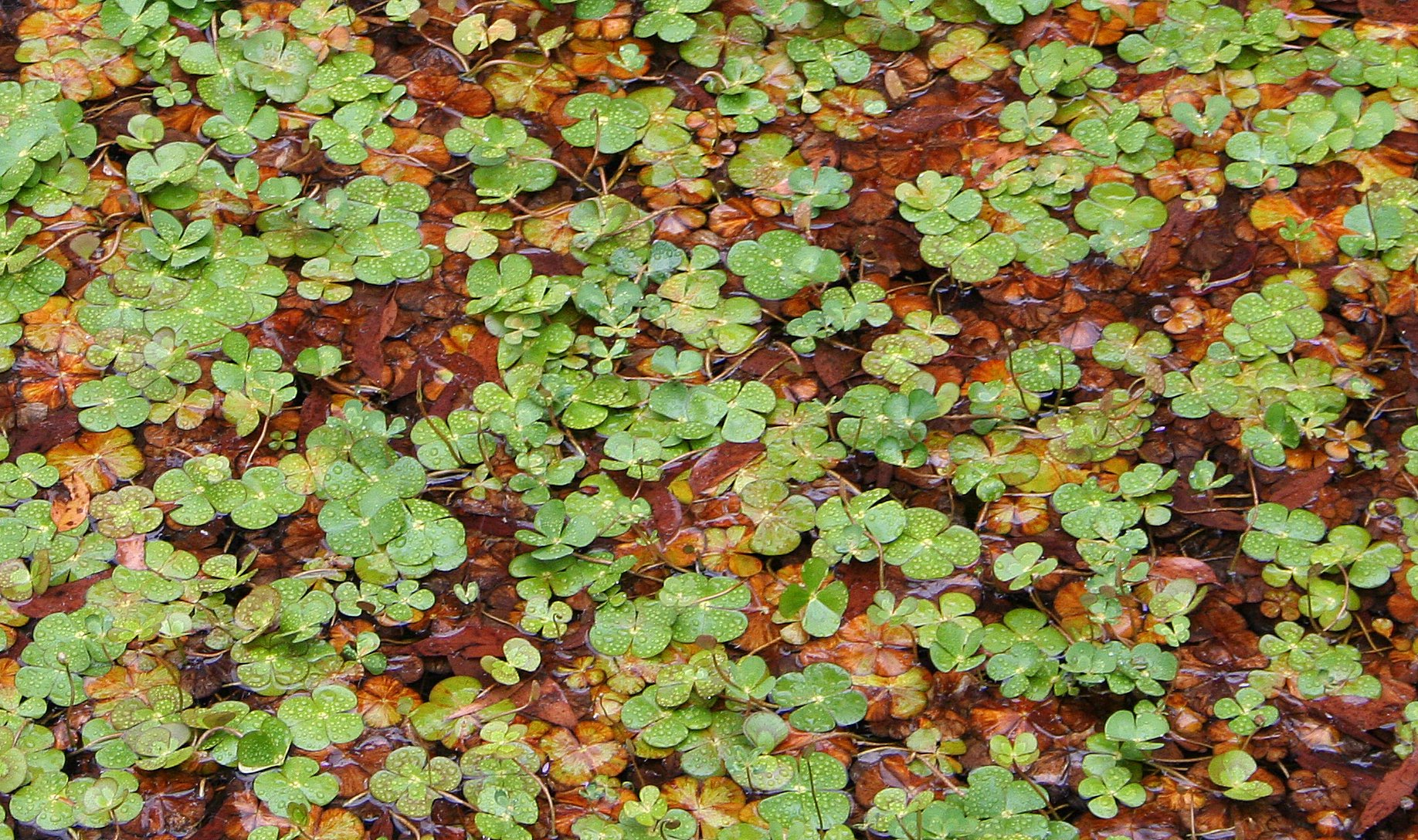
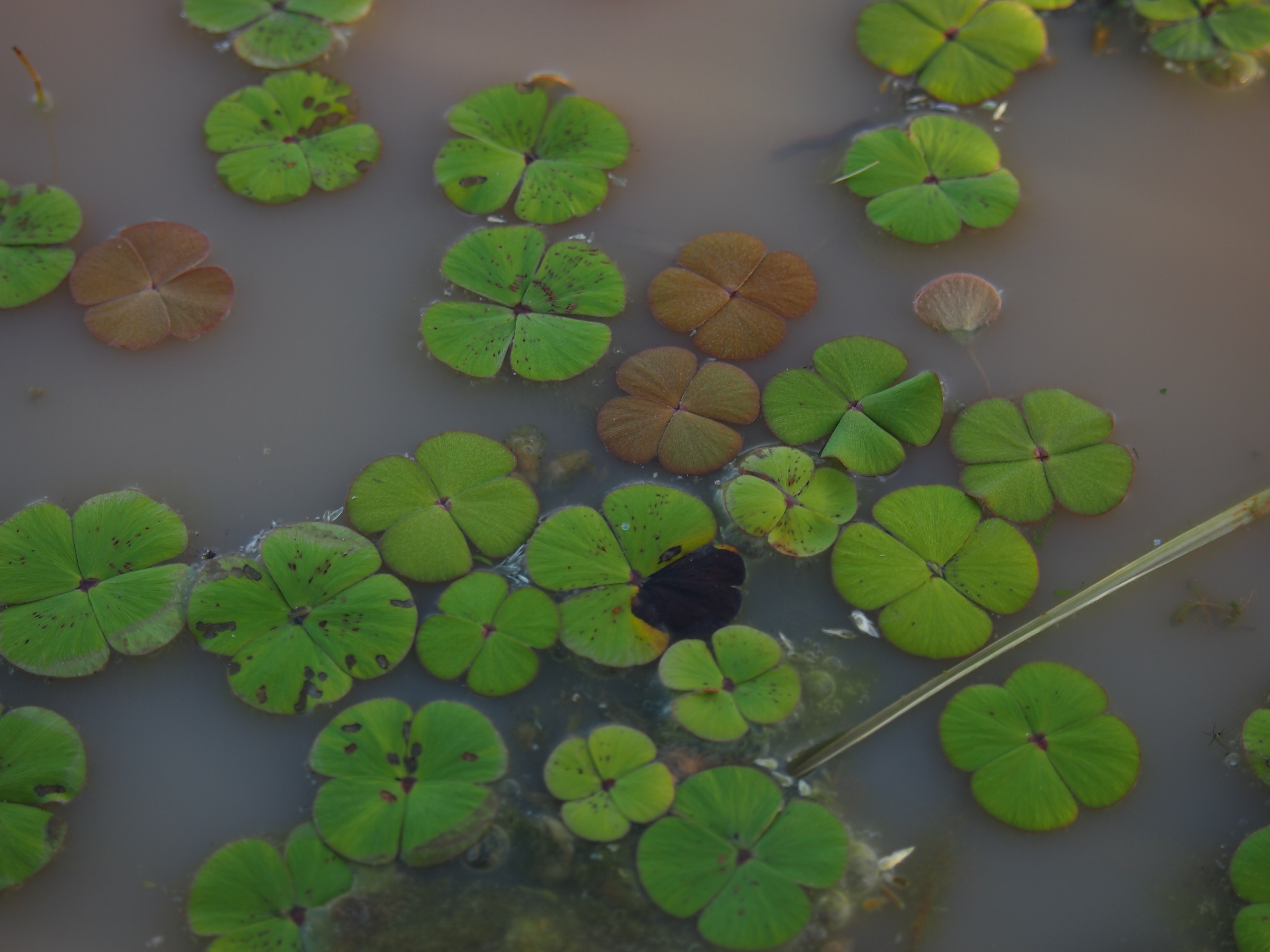
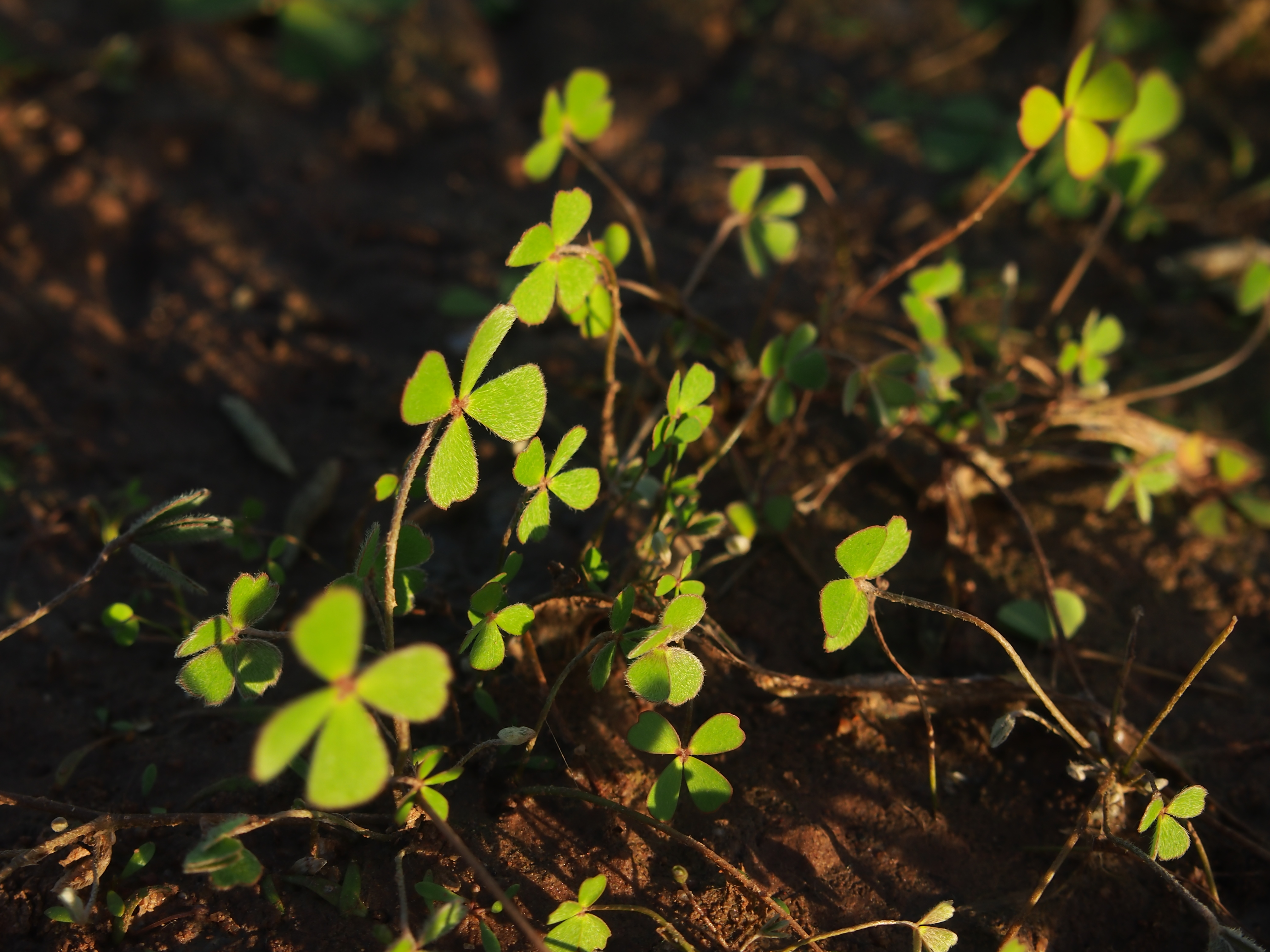
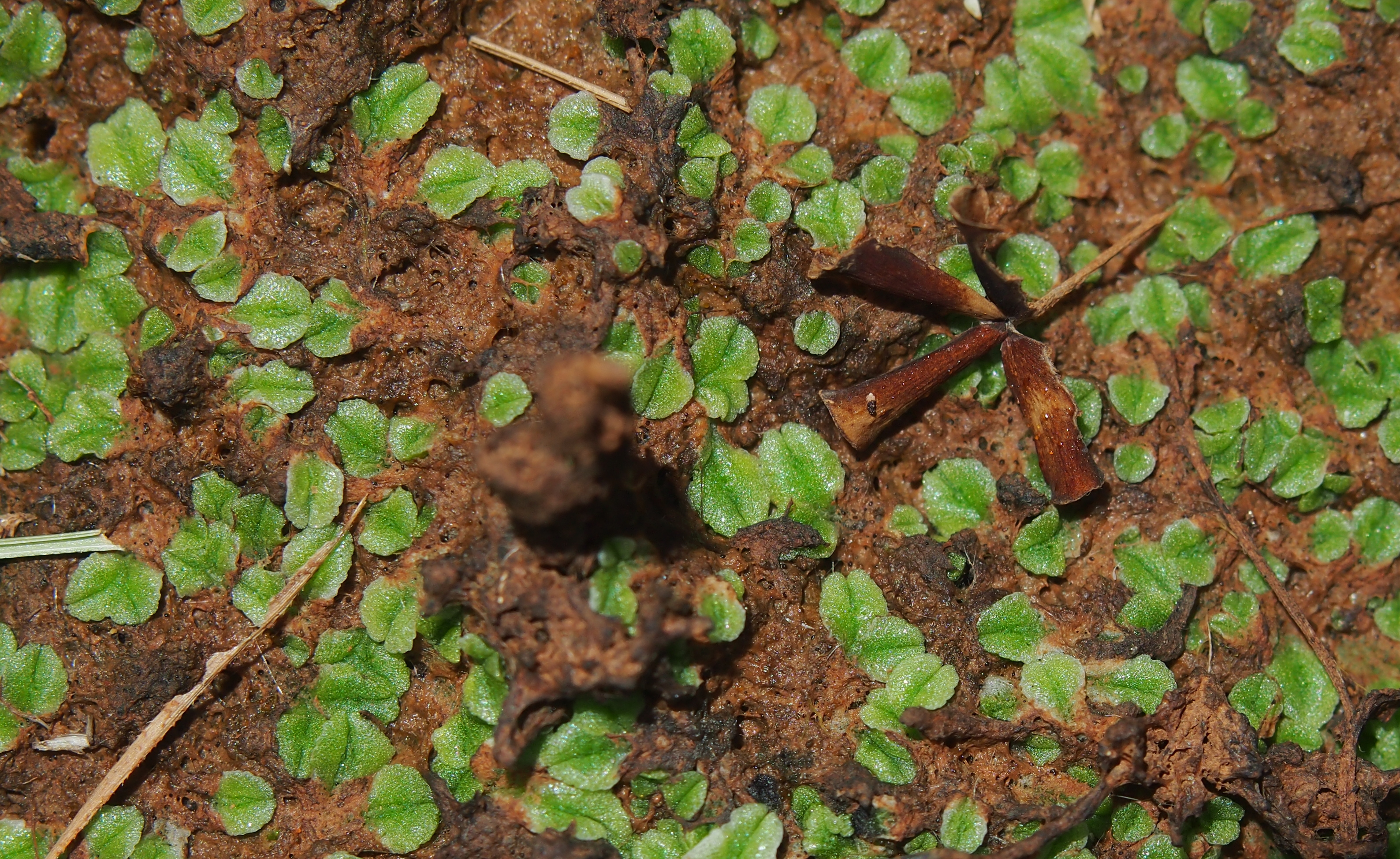
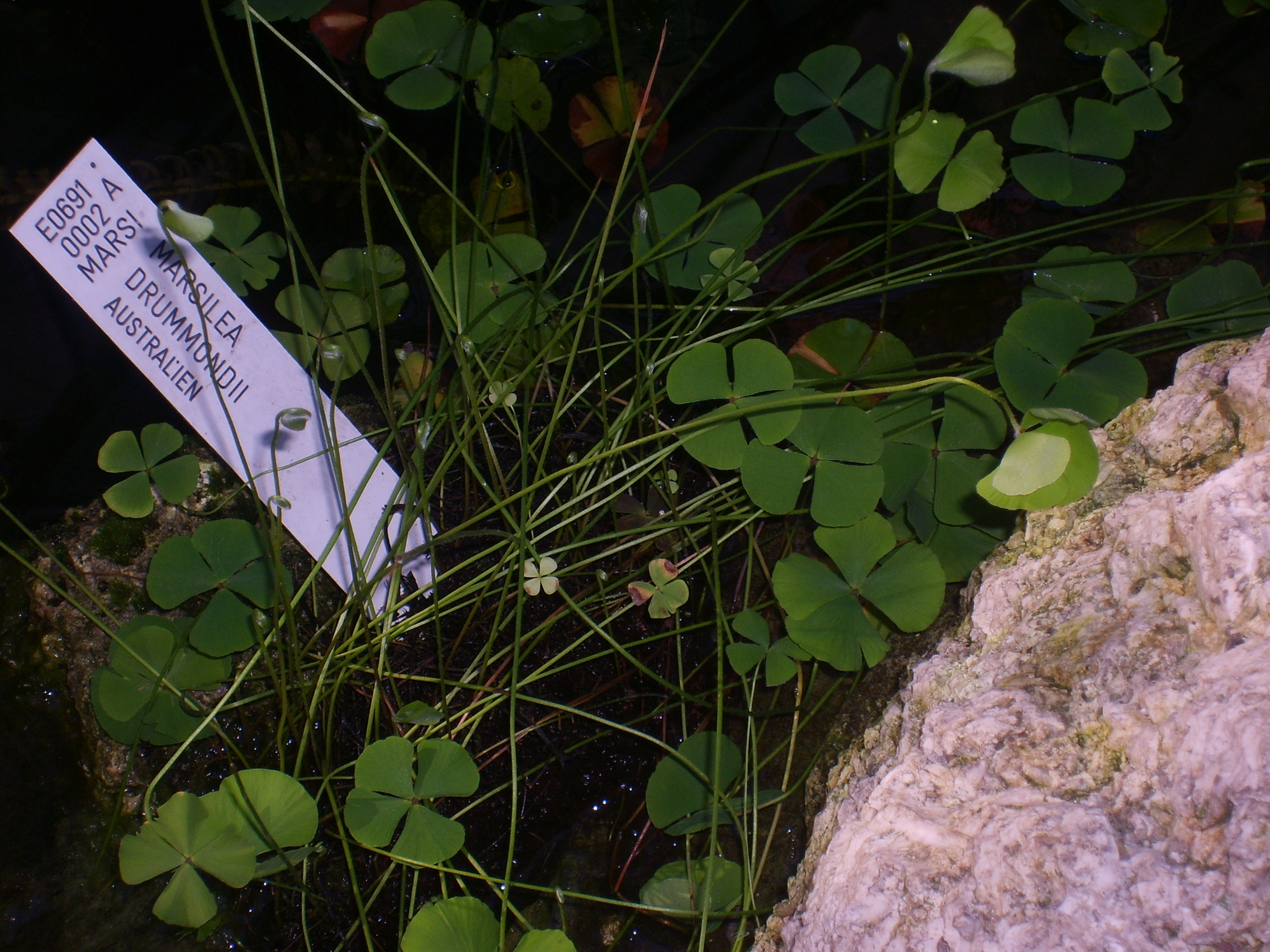
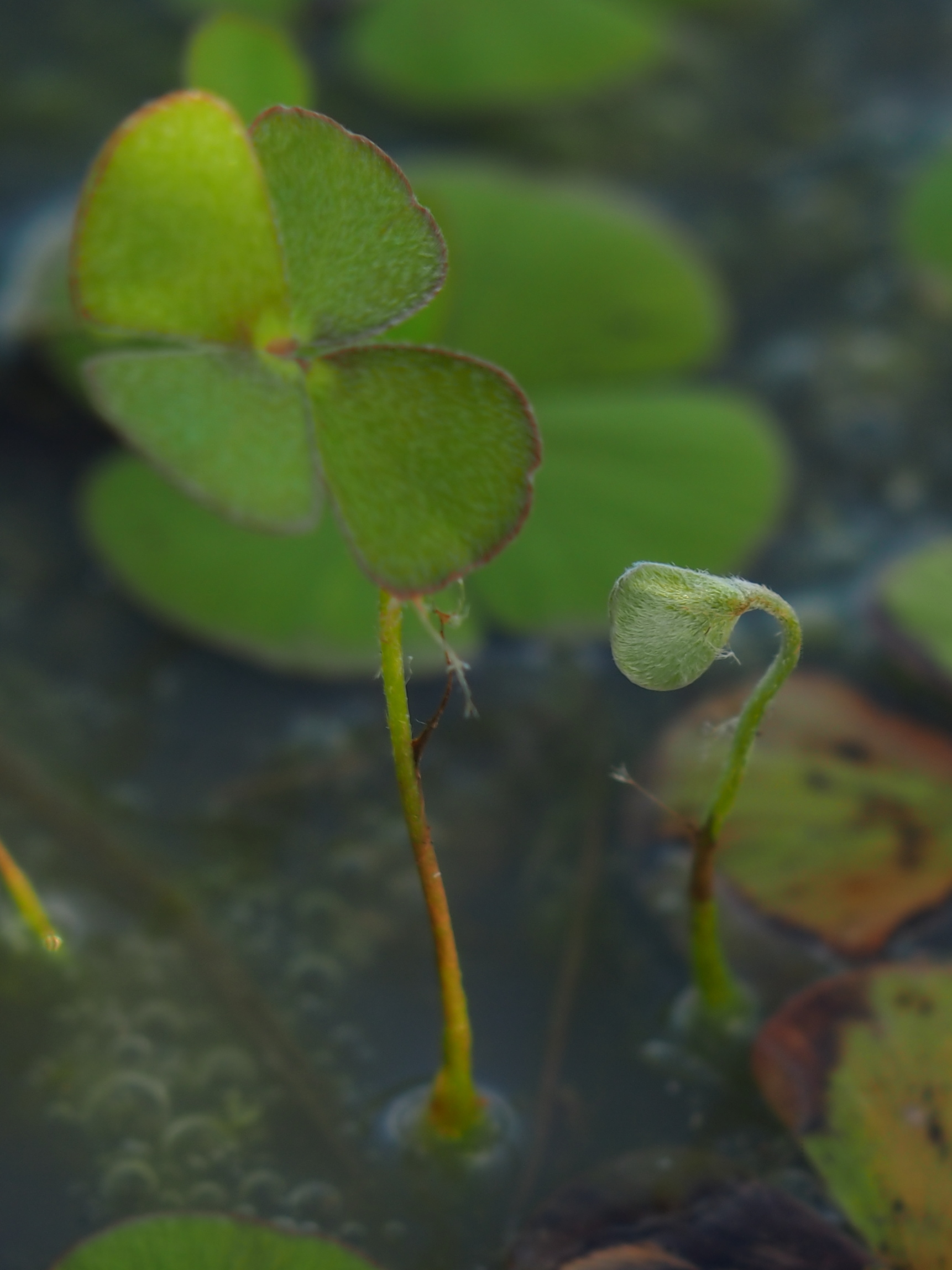